# Pierre Guédron
Pierre Guédron (auch Pierre Guesdron; * um 1570 in Châteaudun; † nach 1620 in Paris) war ein französischer Sänger und Komponist. Er zählte zu den Erneuerern der französischen Musik im frühen 17. Jahrhundert und zu den ersten Gestaltern eines dramatisch orientierten Balletts.

## Leben
Guédron entstammte einer im Dunois ansässigen Familie. Er ist 1585 als Chorknabe in der Kapelle des Kardinals und Erzbischofs von Reims Ludwig II. von Lothringen-Guise nachgewiesen. Als Altist trat er bei einem Puy in Évreux auf. Nachdem sein Herr 1588 hingerichtet worden war, trat Guédron in königliche Dienste. Zunächst war er Sänger an der Kapelle Heinrichs III. Im Zuge der kulturellen Neuorganisation durch Heinrich IV., die auch die höfische Musik betraf, stieg er zum Leiter des Ensembles auf. Vermutlich heiratete er während dieser Zeit auch Gillette Dugué.
Im Jahr 1601 wurde er als Nachfolger von Claude Le Jeune zum Königlichen Kammerkomponisten berufen und 1603 schließlich zum Kammerknecht und Musikerzieher ernannt. In letzterer Funktion betreute er die Kinder Marias de’ Medici. Beide Ämter gab er 1613 an seinen Schwiegersohn Antoine de Boësset weiter. Guédron beschloss sein Leben mit einem beträchtlichen Vermögen, das er in königlichen Diensten erworben hatte, auf seinem Landbesitz im Dunois.
Pierre Guédron genoss große Wertschätzung von Seiten seiner Zeitgenossen. Madeleine de Scudéry setzte in ihrem preziösen Roman Artamène ou le Grand Cyrus (1649–53) als Crysile ein literarisches Denkmal seiner Geltung als Gesangslehrer. Der Theoretiker Marin Mersenne rühmte Guédron in seiner Harmonie universelle (1636) als Komponisten.

## Musikalisches Schaffen
Das kompositorische Hauptwerk Guédrons besteht in seiner Vokalmusik für die Ballets de cour am Königshof. Unter den vertonten Texten finden sich Dichtungen von Nicolas Rapin, Jacques-Davy Duperron, François de Malherbe, Estienne Durand, François Maynard und François Le Métel de Boisrobert sowie einige eigene Arbeiten. Guédron war der bedeutendste französische Komponist seiner Zeit. Er griff die zuerst an der Florentiner Camerata entwickelte Monodie auf und entwickelte sie in seinen Airs de cour weiter; seine Airs erschienen dabei häufig in zwei unterschiedlichen Fassungen, einer syllabisch-mehrstimmigen und einer monodischen mit Lautenbegleitung. Er ersetzte damit die alten volkstümlichen Vaudevilles und Chansons durch eine neue, den galanten Zeitgeschmack einleitende Gattung. Zwar kannte Guédron die Musique mesurée aus dem Werk Le Jeunes und hatte auch selbst mit dieser prosodischen Form experimentiert, er löste sich jedoch von der Deklamation und gestaltete die Air de cour zugleich natürlicher im Rhythmus der sich entwickelnden französischen Sprache.
Guédrons Kompositionen übten eine erneuernde Wirkung auf die Ästhetik des höfischen Balletts aus. Er verließ mit seinen Arbeiten für das Hofballett das bis dahin typische, handlungsarme Maskeraden-Genre und wandte sich dem dramatisch orientierten Ballet mélodramatique zu. Zu den frühesten dramatischen Tanzspielen mit pantomimischen Elementen, Entrées und Zwischenspielen gehörte das Ballet de la Reyne (1609). Guédron verfolgte dies Genre bis zur Vollendung im Ballet de la Délivrance de Renaud (1617). Dabei nahm er die Reformen seiner italienischen Zeitgenossen Ottavio Rinuccini und Giulio Caccini auf. Dennoch standen die italienischen Reformansätze nicht im Mittelpunkt seiner Ästhetik, Guédron orientierte sich mehr an der frühbarocken Ornamentik ohne Textwiederholungen. Mit der Gleichstellung des melodramatischen Balletts und des humanistischen Ballet comique trug er wesentlich zur Entstehung der Ballettoper mit komischen Soli bei, wie sie Jean-Baptiste Lully später mit ihren Intermezzi gestaltete.

## Werke
- Zahlreiche Airs de cour, hrsg. von Pierre Ballard, teilweise im Lautensatz von Antoine de Boësset (Paris 1602–1620) und in anonymen Sätzen
- Ballet sur la Naissance de Monseigneur le duc de Vendosme (1602)
- Ballet de Monseigneur le duc de Vendosme oder Ballet d’Alcine (1610)
- Ballet de Madame (1613; möglicher Ursprung der populären Melodie Est-ce Mars)
- Ballet des Argonautes (1614)
- Ballet du Triomphe de Minerve (1615)
- Ballet de Monsieur le Prince (1615)
- Ballet du Roy ou Ballet de la Délivrance de Renaud (1617)
- Ballet des Princes (1618)
- Ballet du Roy sur L’Adventure de Tancrède en la forest enchantée (1619)

## Einspielungen/Diskographie
- Pierre Guédron • Claudine Ansermet/Paolo Cherici - Soupirs Meslés D'Amour (Airs De Cour) [Symphonia, 1997]
- Pierre Guédron • Le Poème Harmonique, Vincent Dumestre - Le Consert Des Consorts [Alpha, 2002]
- Claudio Monteverdi, Tobias Hume, Pierre Guédron, Giulio Caccini, Giovanni Picchi, Sigismondo D'India, John Dowland, Montreal Baroque • Orfeo Fantasia [Atma Classique, 2005]
- Praetorius & Guédron - Grand Bal À La Cour D'Henri IV • Doulce Mémoire, Denis Raisin Dadre [K617, 2006]
- Pierre Guédron • Claudine Ansermet/Paolo Cherici - Airs De Cour [Symphonia, 2013]